# Astronauterna (TV-serie)
Astronauterna (engelska: The Cape) är en amerikansk drama-TV-serie, med inslag av science fiction, action/äventyr och drama, som producerades för syndikerad television under säsongen 1996–1997. Astronauterna handlar om ett antal medlemmar av NASA Astronaut Corps vid Kennedy Space Center i Florida, med fokus på deras privatliv medan de tränar för och utför uppdrag med rymdfärja. Huvudrollen innehades av Corbin Bernsen som USAF-överste Henry J. "Bull" Eckert, en erfaren astronaut.
TV-serien lade vinn om autenticitet och spelades in på och kring Cape Canaveral och Kennedy Space Center. Den tidigare astronauten Buzz Aldrin medverkade som teknisk konsult.